# Oxylepus sextuberculatus
Oxylepus sextuberculatus  (лат.) — вид жуков щитоносок (Cassidini) из семейства листоедов.
Южная Африка (Willowmore, Cape). Тело уплощённое желтовато-песочного цвета. Голова сверху не видна, так как прикрыта переднеспинкой. Надкрылья неправильной формы с выступами и бугорками.
Растительноядная группа, питаются растениями различных видов семейства маревые (Chenopodiaceae), в том числе из рода солянка (Salsola zeyheri).